# Viola decipiens
Viola decipiens är en violväxtart som beskrevs av Karl Friedrich Carlos Federico Reiche. Viola decipiens ingår i släktet violer, och familjen violväxter. Inga underarter finns listade i Catalogue of Life.